# 한기란
한기란(1989년 7월 16일 ~ )은 대한민국의 가수다.

## 방송
- 스타 오디션 위대한 탄생 3 (2012) - Top8

## 음반
- '위대한 탄생 3' 멘토 서바이벌 Part.2 (김소현 편) (2013)
- '위대한 탄생 3' TOP 8 생방송 경연 (2013)
- 없구나 (2014)
- Real Me (2015)
- 생각이 안나 (2015)
- SINCERE (2016)
- 구름 (2016)
- Dreamer (2016)
- 밤 (2017)
- 위로 (2017)
- Peter Pan (2017)
- KIDULT (2017)
- Letter project vol.1 “나는 여기서 너는 거기서” (2019)
- Letter project vol.2 '언젠가' (2019)
- ME (2019)
- 드라마 '터치' OST Part.3 (2020)
- 드라마 '터치' OST (2020)
- 선인장 (2020)
- 종이비행기 (with 이치원) (2020)
- 놀이터 (2021)

### 와인루프
- Wine Loop 1st Single (2012)
- What are you talking about? (2013)
- Night & Day (2014)
- Found Tracks Vol.43 (2014)
- 3rd Single Apple Lips (2015)

## 공연
- 한기란 단독콘서트 'ME' (2019)